# Zalina kula u Igranama
Zalina kula u mjestu Igranama, općina Podgora, predstavlja zaštićeno kulturno dobro.

## Opis dobra
Podignuta u 17. stoljeću. Kula u Igranima sagrađena iznad sela vezana je uz ime lokalnog junaka Zale Antičića koji je 1687. godine obranio Igrane od turske navale. Kula je četverokatnica kvadraričnog tlorisa, zakrovljena četverostrešnim krovištem s pokrovom od kamenih ploča. Na zapadnom pročelju su u prizemlju vrata s lučnim otvorom i manja vrata na nivou prvog kata, kakva su uobičajena na obrambenim građevinama. Na pročeljima je niz puškarnica na svim nivoima. Uočavaju se dvije faze gradnje kule, završni kat s prsobranima na uglovima i sred pročelja izgrađen je naknadno, a iz ranije faze su sačuvani prsobrani sred pročelja izgrađeni na nižoj etaži. Oko 2000. godine provedena je sanacija i rekonstrukcija kule.

## Zaštita
Pod oznakom Z-4794 zavedena je pod vrstom "nepokretno kulturno dobro - pojedinačno", pravna statusa zaštićena kulturnog dobra, klasificirano kao "javne građevine".